# Alberto Lucchese
Alberto Lucchese (Treviso, 28 marzo 1986) è un ex rugbista a 15 italiano, in carriera attivo nel ruolo di mediano di mischia e 2 volte internazionale per l'Italia.

## Biografia
Cresciuto nelle giovanili del Benetton, Lucchese partecipò nel 2005 al Coppa del Mondo di rugby Under-19 disputato in Sudafrica. Già vincitore di tre campionati italiani giovanili, nel 2006 fece il suo debutto in Super 10 con la maglia del Benetton Treviso vincendo, in quella stessa stagione, il suo primo scudetto con i trevigiani. Nel 2009, fresco vincitore per la seconda volta del Super 10 2008-09 con il Benetton Treviso, il mediano di mischia si trasferì per una stagione al Veneziamestre. Terminata l'esperienza a Venezia, nel 2010 passò al Mogliano, formazione con la quale vinse nuovamente il campionato durante la stagione 2012-13. Dopo quattro anni passati a Mogliano, nel 2014 tornò a giocare con il Benetton in Pro12, per due stagioni, al termine delle quali, si ritirò dal professionismo.

## Palmarès
- Campionati italiani: 3
Benetton: 2006-07, 2008-09
Mogliano: 2012-13
- Supercoppe d'Italia: 1
Benetton Treviso: 2006